# 路易絲·蒙巴頓
路易絲·蒙巴頓（英語：Louise Alexandra Marie Irene Mountbatten，1889年7月13日—1965年3月7日），瑞典王后，出身蒙巴頓家族，是英國海軍上將第一代米爾福德黑文侯爵路易·亞歷山大·蒙巴頓與黑森和萊茵大公國維多利亞公主的次女，瑞典國王古斯塔夫六世·阿道夫的第二任妻子及王后。她也是愛丁堡公爵菲利普親王的姨媽。

## 家庭
1923年，路易絲·蒙巴頓與瑞典王儲古斯塔夫·阿道夫結婚，並成為王儲與已逝妻子康諾的瑪格麗特公主五名子女的繼母。